# ダグマル・ルルツ
ダグマル・ルルツ（Dagmar Lurz、1959年1月18日 - ）は、旧西ドイツ出身の女性フィギュアスケート選手で現在は審判員。1980年レークプラシッドオリンピックオリンピック女子シングル銅メダリスト。

## 経歴
- 1976年インスブルックオリンピックに出場し、10位。
- 1977年より1980年まで西ドイツ選手権で4度の優勝。
- 1980年レークプラシッドオリンピックで銅メダルを獲得。同年の地元ドルトムント開催の世界選手権にて、レークプラシッドオリンピック銀メダリストのリンダ・フラチアニを破り、2位。地元ファンの大喝采を浴びる。のちに引退。
- 現在はフィギュアスケート審判員として活動している。

## 主な戦績
| 大会/年        | 1972-73 | 1973-74 | 1974-75 | 1975-76 | 1976-77 | 1977-78 | 1978-79 | 1979-80 |
| -------------- | ------- | ------- | ------- | ------- | ------- | ------- | ------- | ------- |
| オリンピック   |         |         |         | 10      |         |         |         | 3       |
| 世界選手権     |         |         | 17      | 9       | 3       | 4       | 4       | 2       |
| 欧州選手権     |         |         | 8       | 6       | 2       | 2       | 2       | 2       |
| 西ドイツ選手権 | 3       |         | 3       | 3       | 1       | 1       | 1       | 1       |